# 克林頓 (阿肯色州)
克林頓（英語：Clinton）是一個位於美國阿肯色州范布倫縣的城市。根據2020年美國人口普查，該地人口為2509人，而該地的面積約為35.61平方千米。同時該地也是范布倫縣的縣治。

## 地理
克林頓的座標為35°35′11″N 92°27′28″W / 35.58639°N 92.45778°W，而該地的平均海拔高度為172米（即564英尺）。